# Pałac w Miękini
Pałac w Miękini – wybudowany w XVII w., w Miękini.

## Położenie
Pałac położony jest we wsi w Polsce, w województwie dolnośląskim, w powiecie średzkim, w gminie Miękinia.

## Historia
Piętrowy pałac kryty  czterospadowym dachem mansardowym, wybudowany na planie prostokąta. Od frontu główne wejście położone niesymetrycznie pod frontonem.  Ściany na rogach podtrzymywane skarpami. Obiekt jest częścią zespołu pałacowego, w skład którego wchodzi jeszcze park.